# Université de Worcester
L'université de Worcester est une université nationale anglaise, située à Worcester. Fondée en 1946 sous le nom de Worcester College of Higher Education, elle a acquis en 2005 son statut d'université.

## Histoire
En 1946, un institut de formation pour enseignants de l'Université de Birmingham a été créé en urgence à Worcester sur le site de l'une des anciennes bases de la RAF utilisées pendant la Seconde Guerre mondiale. Henry Hines est venu à Worcester depuis l'Institut technique de Canterbury en tant que directeur de l'institut. E.G. Peirson a suivi l'exemple de Hines à titre de directeur du l'institut de 1951 à 1978. Sous sa direction, dans les années 1970, le "Council for National Academic Awards" a validé les diplômes du "Worcester College of Higher Education" et de l'ancienne "Peirson Library", maintenant "The Peirson Study and Guidance Centre". Le troisième directeur du Collège, David Shadbolt, a commencé sa direction en 1978 en apportant un nouveau système d'organisation, basé autour de trois écoles - Education et enseignement des études, des arts et des sciences. En 1992, Dorma Urwin est devenue la nouvelle directrice et l'Université de Coventry a accepté de valider les cours menant à l'obtention d'un diplôme. Le "Herefordshire and Worcestershire College of Nursing and Midwifery" a été intégré en 1995. En 1997, le Conseil privé a confirmé les pouvoirs de l'institution en matière d'attribution de diplômes et l'a rebaptisée "University College Worcester". En 2003, David Green a été nommé successeur de Dorma Urwin et est ensuite devenu le vice-chancelier de l'institution. En 2005, le Conseil privé a accordé le statut d'université. L'institution a été rebaptisée "Université de Worcester" en septembre de la même année. En 2010, le Conseil privé de Sa Majesté a conféré à l'Université le pouvoir de décerner des diplômes de recherche. La même année, l'Université a ouvert un Campus central  dans l'ancienne infirmerie rénovée pour l'école de commerce. Deux ans plus tard, en 2012, l'Université a ouvert "The Hive", une installation de 60 millions de livres sterling axée sur les ressources d'apprentissage, la technologie, les espaces sociaux et d'étude. Cette installation est une coentreprise entre l'Université et le Worcestershire County Council et a été officiellement ouverte par Sa Majesté la Reine.

## Emplacement
Depuis 2005, l'Université s'est considérablement développée et a acquis de nombreux nouveaux sites dans la ville de Worcester. Sa stratégie à long terme comprend la construction d'installations communautaires et universitaires conjointes et l'agrandissement d'un troisième campus.

### Campus de Saint Jean (St John's Campus)
Le campus principal de l'université est connu sous le nom de St John's et constitue la base principale de tous les cours, départements de soutien et instituts universitaires, sauf ceux liés aux affaires, à l'informatique, au marketing ou à la gestion. Le site comprend une résidence universitaire de plus de 800 chambres, un centre sportif, des terrains de sport, des installations pour la formation des infirmières, des sages-femmes et des médecins associés, un centre commercial d'arts numériques standard et un centre de performance de mouvement. Le Centre Peirson offre des espaces d'étude, ainsi que des installations TIC, du soutien et un centre d'orientation des étudiants. Le campus est situé à proximité du quartier de St Johns, Worcester.

### Campus du centre-ville (City Campus)

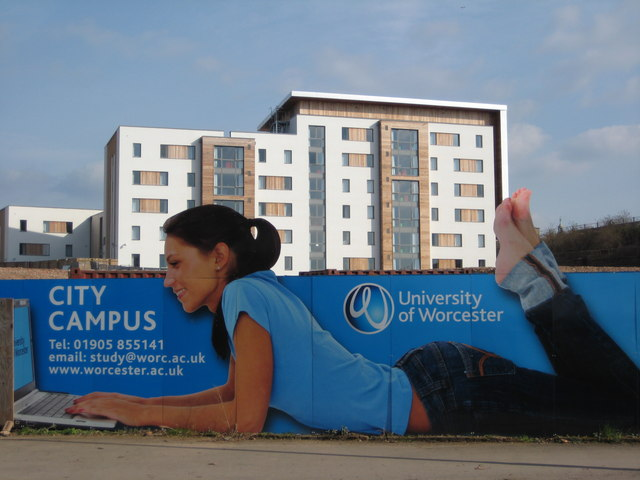
University of Worcester, City Campus

Le second campus de l'université est connu sous le nom de City Campus et comprend la Worcester Business School. Le campus a ouvert ses portes en septembre 2010 sur le site de l'ancienne infirmerie "Worcester Royal Infirmary". Les bâtiments de l'infirmerie d'origine, qui subsistent, sont l'œuvre du célèbre architecte du XVIIIe siècle Anthony Keck. Les travaux ont débuté en janvier 2007 et ont coûté environ 120 millions de livres. La phase 1 a été achevée à temps pour l'année universitaire de 2010. Dans ce cadre, de nouvelles résidences universitaires pouvant accueillir jusqu'à 250 étudiants ont été achevées sur le site ainsi que la restauration des bâtiments principaux. Tous les cours de la Worcester Business School y sont dispensés, y compris les cours de premier cycle et de troisième cycle. La chapelle Jenny Lind a été remise dans son état d'origine, tout comme la salle de conférence dans laquelle l'Association médicale britannique a été fondée en 1832. L'histoire de l'édifice a inspiré l'élaboration d'une exposition interactive, L'Infirmerie, qui a ouvert ses portes sur le City Campus en 2012. La phase 2 a dû être revue en raison des réductions importantes du financement gouvernemental et de la limitation du nombre d'étudiants, mais elle doit encore être terminée.

### Riverside and Worcester Arena
En outre, l'Université occupe un grand terrain adjacent à la rivière Severn, aujourd'hui connu sous le nom de "Riverside". Il s'agit notamment d'un bâtiment d'exposition et d'un espace d'art et d'un aréna sportif d'une capacité de 2 000 places construit comme nouvelle installation pour les sports, les événements, une base pour l'équipe de basketball des Wolves de Worcester, un centre national d'excellence pour les sports pour handicapés et comme espace supplémentaire pour l'enseignement et les bureaux. L'installation, connue sous le nom de Worcester Arena, est également accessible à la communauté locale.

### The Hive (Bibliothèque et salles d'étude)

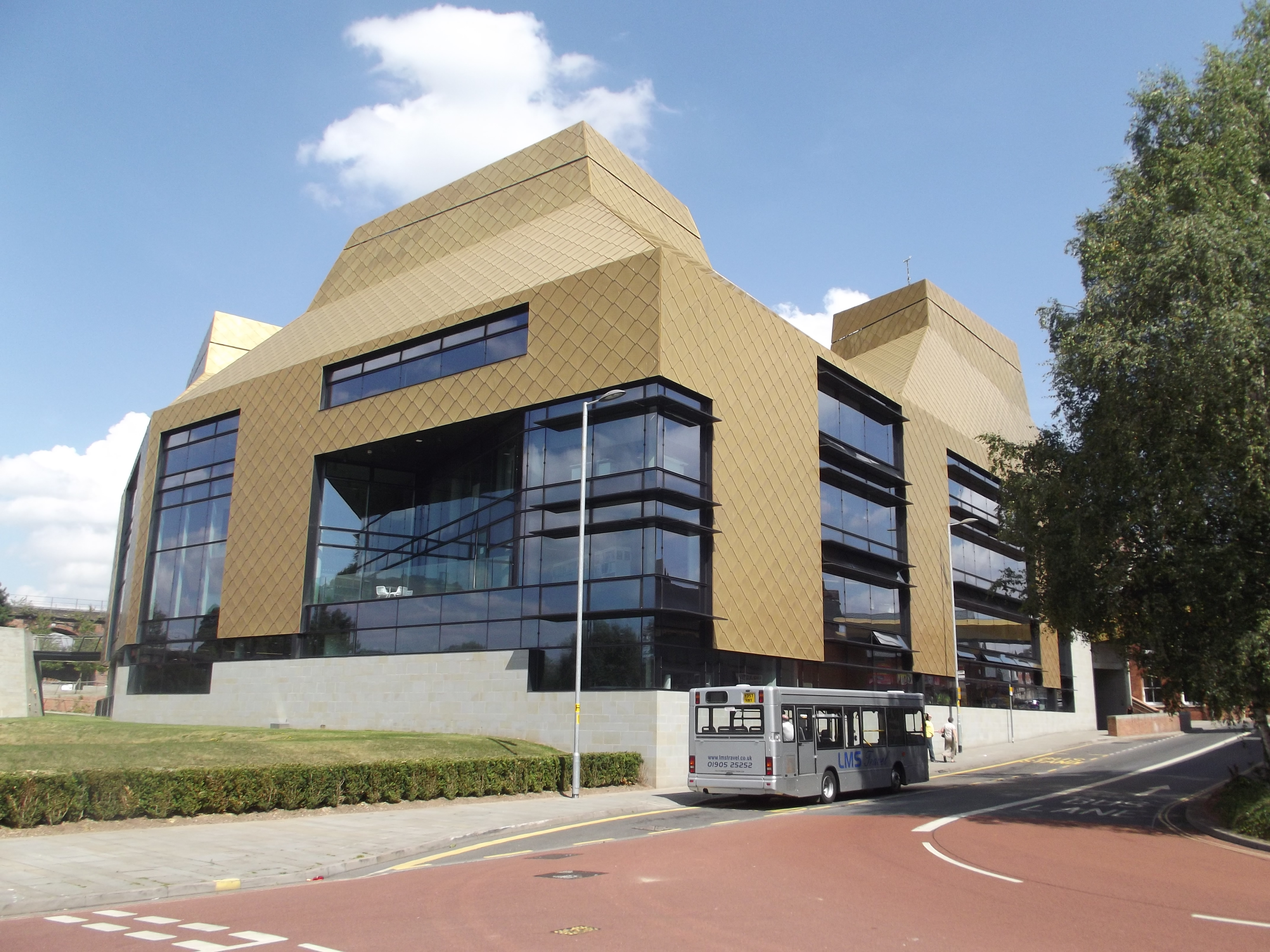
The Hive - University of Worcester 6

The Hive, une coentreprise entre l'Université de Worcester et le Worcestershire County Council, a été officiellement ouverte par Sa Majesté la Reine en juillet 2012. La bibliothèque est adjacente au City Campus Campus au centre de Worcester et offre toute une gamme de services sous un même toit, y compris une bibliothèque publique et universitaire entièrement intégrée avec des sections pour adultes, pour enfants et universitaires, le Worcestershire Archive and Record Office, le Worcestershire Historic Environment and Archaeology Service, le County Archive record store et le Worcestershire County Council Hub Customer Service Centre.
The Hive contient plus d'un quart de million de livres et 12 miles de collections d'archives, ainsi que des salles de réunion, des espaces d'exposition et un studio théâtre. Des espaces de travail individuels et collectifs sont aménagés sur les cinq étages, ainsi que plus de 500 ordinateurs de bureau. 

### University Park
L'Université prévoit aménager un troisième campus sur la ferme Grove Farm désaffectée, un terrain de 47 acres (190 000 m2) à 1,6 km du campus de St John's. Il est adjacent à l'A44 et bien relié au réseau de transport de la ville. Ce troisième site, qui devrait prendre quinze ans, fera partie d'un parc d'affaires et d'entreprises aux côtés d'instituts scientifiques, commerciaux et sportifs élargis et développera le travail de l'Université en matière de santé et de bien-être, toujours en partenariat avec des prestataires locaux.

### Autres lieux
L'université possède ou à accès à diverses autres salles et installations sportives dans la ville de Worcester, mais il ne s'agit pas de sites ou campus universitaires majeurs.
L'université est l'un des sites officiels inclus dans le Guide des camps d'entraînement avant les Jeux de Londres de 2012. Le guide présente des installations et des sites à travers le Royaume-Uni pouvant servir de base d'entraînement aux équipes sportives internationales avant et pendant les Jeux olympiques et paralympiques de 2012.

### Respect de l'environnement
L'institution a reçu le "Carbon Trust Standard" et elle a été la première université en Angleterre à recevoir un Gold EcoCampus Award pour l'ensemble de l'organisation, peu après avoir reçu le statut Silver Eco-Campus en 2008. La Green League a attribué à l'université la 16e place sur 18, pour le prix First Class, Upper Second Class, Lower Second Class et Third Class, parmi un total de 126 participants.

## Organisation et structure
Le jeudi 10 avril 2008, le duc de Gloucester est nommé chancelier fondateur de l'université lors d'une cérémonie à la cathédrale de Worcester. Le duc officie lors des cérémonies de remise des diplômes, assiste à des événements importants (dont la série de conférences Duke of Gloucester) et fait la promotion de l'Université à l'étranger. Le "College of Fellows" a été créé en 2008 pour réunir des " ambassadeurs " de haut niveau de l'Université. Ils sont nommés lors de la cérémonie annuelle de remise des diplômes à la cathédrale de Worcester. Le Conseil des gouverneurs se réunit régulièrement et est composé de gouverneurs nommés, de gouverneurs du personnel, de gouverneurs étudiants et de gouverneurs cooptés provenant d'un large éventail de milieux d'affaires et communautaires. Un conseil d'administration se réunit une fois par semaine, et c'est le principal organe de décision de l'institution.
Les sept facultés sont l'institut pour l'enseignement, l'institut de la santé et de la société, l'institut des arts, l'institut des sciences humaines, l'institut des sciences et de l'environnement, l'institut des sciences du sport et de l'exercice, et la Worcester Business School.  Chaque institut universitaire héberge une unité de soutien académique qui aide les chargés de cours et les étudiants à résoudre les problèmes administratifs directement liés au département.

## Profil académique
L'Université de Worcester est l'université du Royaume-Uni qui connaît la croissance la plus rapide: le nombre de candidatures a augmenté de 10,6 % en 2009 et de 100 % depuis 2004. L'Université de Worcester a enregistré la plus forte augmentation du nombre de candidatures de toutes les universités britanniques depuis 7 ans.

### Financement
En mars 2010, l'Université de Worcester a obtenu la plus forte augmentation de financement de toutes les institutions du Royaume-Uni (13 %), malgré les tendances nationales de réduction des effectifs, ce qui s'est accompagné d'une augmentation approuvée du nombre d'étudiants de 410, soit plus que toute autre université britannique.
Les demandes ont augmenté de 100 % au cours des cinq dernières années et la population étudiante pourra encore augmenter de 1 500 places en 2010, malgré les tendances nationales.

### Réputation et classement
Le guide des universités du journal Times classe l'université à la 81e place (partagée avec Teesside University) sur 114 établissements. Le guide complet des universités pour 2017 classe l'Université de Worcester 97e sur 127 établissements d'enseignement supérieur du Royaume-Uni et ne figure pas dans le classement mondial le plus récent des collèges et universités.
Un rapport de l'Ofsted sur le niveau global du programme d'enseignement de l'Institut de l'éducation a qualifié l'Université d'excellente. La formation des enseignants a été jugée " exceptionnelle " par l'OFSTED en juin 2010. Les résultats des quatre premières enquêtes nationales auprès des étudiants ont placé Worcester parmi les 40 meilleures universités en 2008, les plus satisfaits étant en anglais, histoire et formation pédagogique.
Dans le Sondage national auprès des étudiants, les étudiants de l'Université ont évalué leur satisfaction globale à 80 % en 2008-2009. Un certain nombre de matières ont reçu d'excellents niveaux de satisfaction, avec une satisfaction globale des étudiants de 92 % en sciences du sport et de 89 % en formation initiale des enseignants.
En mars 2010, l'Université s'est classée au 54e rang des meilleures places de travail du secteur public.
En avril 2019, l'Université s'est classée au 1er rang au Royaume-Uni et au 26ème rang mondial pour la qualité de l'enseignement dans le classement Times Higher Education (THE).

## Recherche
En août 2010, l'Université s'est vu conférer le droit de décerner des diplômes de recherche, ce qui lui a permis de décerner des MPhil et des doctorats Auparavant, l'Université de Coventry aidait à l'obtention de ces diplômes. L'université compte huit centres de recherche nationaux :
- The National Pollen and Aerobiology Research Unit d'où proviennent toutes les prévisions nationales du Royaume-Uni en matière de pollen, et des tests sur les nouveaux dispositifs anti-allergènes et le rhume des foins sont effectués.
- The Centre for Rural Research, qui a examiné les effets psychologiques des inondations massives survenues au Royaume-Uni ces dernières années.
- The International Centre for Children's Literature, Literacy and Creativity est, avec l'Université de Cambridge et l'Université de Roehampton, l'un des trois centres universitaires du Royaume-Uni à employer à plein temps des professeurs de littérature pour enfants.
- The Motion Performance Centre qui se penche sur les blessures sportives et les techniques de réadaptation à l'aide de la technologie de capture de mouvement. Les Laboratoires de performance humaine travaillent de concert pour fournir des données sur l'exercice et ses effets sur l'organisme.
- The Centre for People @ Work
- The Centre for Applied Health Research
- The Association for Dementia Studies
- The Centre for Ethical Leadership

## Vie étudiante
L'association étudiante (Worcester Students' Union) est l'organisme représentatif des étudiants de l'Université de Worcester. Les bureaux sont situés dans un bâtiment sur le campus St Johns. Le journal officiel de l'association étudiants de l'université s'appelle "The Voice". 

### Activités sportives
L'université a une équipe de basket-ball, les Wolves de Worcester, une équipe de Football les Allstars, championne de la ligue, et les Royals de Worcester, une équipe de football américain. 

## Anciens élèves
- Waqar Azmi OBE, diplomate et ancien conseiller principal du Premier ministre, Cabinet du Premier ministre[15].
- Jacqui Smith (politicienne)
- Daryl Mitchell (joueur de cricket)
- Swaroop Sampat (actrice et Femina Miss India 1979)
- Alan Dickens (joueur de rugby)
- John Shimmin (homme politique)
- Rob Taylor (footballer)
- Adam Willis (footballer)
- Imogen Thomas (Mannequin)
- Kyle Pryor (acteur, Home and Away)
- Matthew Raggett (pédagogue)